# 输元河
输元河是河北邯郸市主城区西北地区以及邯郸县一带季节性泄洪河流，为滏阳河四条支流之一。河流总长约20公里，流域面积达82平方公里。

## 源头

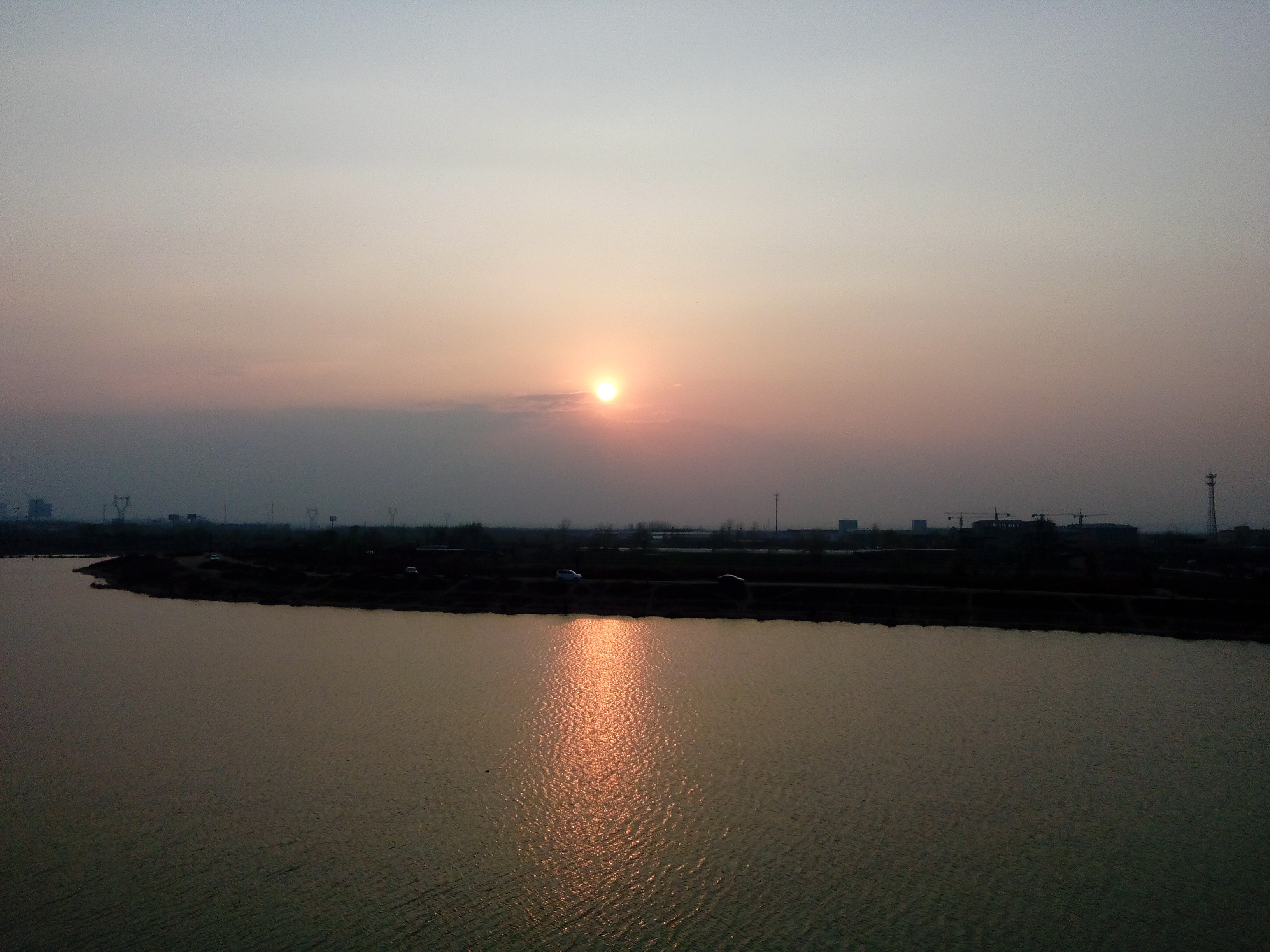
夕阳下远观输元河

输元河源头在邯郸市西部地区的紫山东麓以及邯郸县周边的周窑村、姜窑村附近，姜窑村西北的罗敷潭，便是输元河的发源地。由此地往南流到薛庄，然后向东北方向流去，流经京广铁路之后在北十五里铺东北方向流入滏阳河。1957年输元河改道，在苏里村西北方向汇入滏阳河。输元河下游现在已成为化工区废污水的排放河。

## 开发
鉴于输元河流经区域大，邯郸市政府在输元河中下游加强了退耕还林，关闭排污口，河道净化清淤治理的工作，特别是在输元河与滏阳河交汇处修建了北湖公园，成为主城区北部地域唯一的一片湿地公园，秋季来临时，北湖地区时有南迁的候鸟在此觅食和休息。

## 污染
2016年，当地居民反映，输元河彩虹桥附近有人往河里倾倒垃圾，希望有关部门调查。